# Ян Радзивілл (крайчий литовський)
Ян Радзивілл (1516 — 27 вересня 1551) — державний, військовий і політичний діяч Великого князівства Литовського. Представник княжого роду Радзивіллів гербу Труби.

## Життєпис
Батько — Ян Радзивілл (Бородатий), мати — друга (чи третя) дружина батька Ганна Кишка. Його старший брат — Микола Христофор Радзивіл «Чорний».
24 грудня 1547 року завдяки старанням старшого брата від імператора Карла V отримав титул князя Священної Римської імперії «на Олиці та Несвіжі». Був серед наближених до майбутнього короля Сигізмунда ІІ Августа, коли той став великим князем, мав його приязне ставлення.
Посади: литовський крайчий, тикотинський староста.
З братом Миколою Христофором тривалий час мав конфлікти через поділ спільного спадку померлих батьків та інших родичів (зокрема, Кезгайлів).
Помер раптово 27 вересня 1551 року. Був похований у віленській катедрі, у церемонії брав участь король Сигізмунд ІІ Август.

### Сім'я
Дружина — Ельжбета Гербурт, донька Фридерика. У 1536 році вона стала вдовою після смерти першого чоловіка — берестейського старости Івана Ілінича. Дітей у шлюбі не залишили.